# John Merritt Young
John Merritt Young (Little Rock, 16 maart 1922 - 16 april 2008) was een Amerikaanse jazzpianist en arrangeur.

## Biografie
Young groeide op in Chicago, leerde als kind piano spelen en bezocht de DuSable Highschool. Op 12-jarige leeftijd begon hij op te treden. Zij vroege invloed was Earl Hines. In 1939 kreeg hij zijn eerste professionele baan in een resort bij Grand Rapids, daarna speelde hij in de huisband in Joe's DeLuxe Club. Zijn doorbraak had hij als lid van de Andy Kirk Big Band, waartoe hij behoorde van september 1942 tot 1945 en weer in 1946/1947. Young werkte in deze periode ook mee aan een reeks arrangementen. Na zijn terugkeer naar Chicago trad hij op in de band van Dick Davis (1947–1950). In 1950 formeerde Young zijn eigen band met de drummer Eldridge 'Bruz' Freeman en de bassist Leroy Jackson, waarmee opnamen ontstonden bij Seymour Records.
Van 1951 tot 1955 speelde Young bij Eddie Chamblee en werkte hij mee aan diens opnamen voor Premium Records, Coral Records en United Records, voordat hij in 1955 met een eigen ensemble werkte. Youngs trio trad tijdens de volgende jaren op in de South Side van Chicago, alsook in de evenementsplaatsen Kitty Kat Club (611 East 63rd, met de zangeres Lorez Alexandria), de Pershing Lounge (755 East 64th), de Sutherland Lounge (46th and Drexel) en de Laura's 819 Lounge (819 West 59th).
In 1957 nam hij zijn eerste album John Young Trio op voor het Chess Records-sublabel Argo Records, gevolgd door Themes and Things (1961) en A Touch of Pepper (1963). Voor Delmark Records ontstond Serenata (1959) en voor Major Records Think Young (1987).
Tijdens de jaren 1970 speelde Young vaak bij Von Freeman en werkte hij mee aan diens opnamen voor Atlantic Records (1972), Nessa Records (1975) en Daybreak Records (1977). In 1992 nam hij met Freeman en Yusef Lateef een album op voor Lateefs label Yal.

## Overlijden
John Merritt Young overleed in april 2008 op 86-jarige leeftijd.
- Biblioteca Nacional de España: XX5377193
- Bibliothèque nationale de France: cb169221717 (data)
- International Standard Name Identifier: 0000 0000 2806 7785
- Library of Congress Control Number: n85076545
- MusicBrainz: 08acbfb9-6875-4556-aa3a-d97fda3afd3d
- Istituto Centrale per il Catalogo Unico: SBNV082920
- Virtual International Authority File: 8812469
- WorldCat: E39PBJkdhGmkf3q8mXVVYDQrMP